# Château du Marais (Nièvre)
Pour l’article homonyme, voir Château du Marais.
 (janvier 2014).
Si vous disposez d'ouvrages ou d'articles de référence ou si vous connaissez des sites web de qualité traitant du thème abordé ici, merci de compléter l'article en donnant les références utiles à sa vérifiabilité et en les liant à la section « Notes et références ».
Le château du Marais est situé dans le Val de Loire, sur la commune de Gimouille à 8 km de Nevers dans le département de la Nièvre.
Il se présente comme un îlot avec ses douves toujours existantes.
Le château du Marais fait l'objet d'une inscription au titre des monuments historiques depuis le 14 mai 1927.

## Historique
Dans la mouvance du comté de Nevers et en arrière fief de la châtellenie de Chateauneuf-sur-Allier, cette seigneurie prend successivement les noms de Marisium en 1335, Maraitz le siècle suivant, Maretz en 1529 et Marais-les-Nevers en 1665.
Le premier seigneur connu serait Jehan de Boisgibault, fin du XIVe siècle et début du XVe siècle qui a vécu pendant la guerre de Cent Ans et a été armé chevalier vers 1400. Le 23 février 1423, des membres de la famille Du Port réclament l'héritage de feu Marguerite « Pioce » (Pioche), veuve de Jehan de Boisgibault, car elle n'a pas d'enfant survivant. Le fief est saisi par la comtesse de Nevers. Le château du Marais tombe aux mains des Le Tort,  famille de juriste, familiers de la maison de Nevers,  dès le 4 juillet 1424, sans doute par acquisition. À partir de 1410, Guillaume avait été nommé receveur des tailles et aides du Nivernais. À cette date de 1424, Jehanne Fouraude, veuve de Droin Le Tort, bourgeois de Moulins-Engilbert, est signalée dame du Marais et de Mussy (cote 2G 61 aux archives de Nevers).
En 1448, Dreux Le Tort "licencié es droit" reçoit procuration de Charles de Bourgogne, comte de Nevers pour traiter de son contrat de mariage avec Marie d'Albret, comtesse de Nevers. Il est aussi maître des comptes de Nevers.
Puis en 1605, le Marais est acheté pour la somme de 25 000 livres par Henry Bolacre, lieutenant général du Bailliage et Prairies du Nivernais.
Au cours du XVIIe siècle,la seigneurie passe aux Conrade, originaires d'Italie que le duc de Gonzague a fait venir en Nivernais pour y créer l'art de la faïence. C'est à Augustin, potier d'Abissola et à ses frères, Baptiste et Dominique que Nevers doit la réputation de ses faïences.
En 1691, Gabrielle Conrade apporte le Marais en mariage à Henri Bolacre, commissaire au présidial de Moulins et de nouveau cette famille tient le fief jusqu'en 1722. C'est à cette date que le château échoit aux Dupin.
Au cours du XVIIIe siècle, il est tenu par les Chéry, les La Rochefoucault-Cousage et en 1811 par mariage, il entre dans la famille de Montrichard. Le Marais reste dans cette famille jusqu'en 2000 ou il devient la propriété des Graillot.

## Descriptif
Le château du Marais a été construit au XIVe siècle sur l'emplacement d'une maison fortifiée édifiée en vigie au-dessus des Marais.
En 1470, fort de l'expérience de la guerre de Cent Ans, le seigneur du Marais, Jean Le Tort obtient de Jean de Clamecy, comte de Nevers, l'autorisation d'y ajouter un pont-levis et d'y apporter tous les moyens de garde et fortification afin d'avoir un appui sérieux en ce point de confluence de la Loire et de l'Allier.
Mis à part quelques remaniements effectués au XVIe siècle et la récente reconstruction de la partie détruite en 1888, le Marais présente encore l'essentiel de ses structures des XIVe et XVIe siècles.
Les deux façades principales sont de 2 époques différentes.
La façade Nord qui regarde la Loire est flanquée sur ses angles extérieurs de 2 tours rondes assez fortes percées de meurtrières longues. Elles sont reliées par un corps de logis édifié sur l'emplacement d'une ancienne courtine. Les tours datent de la construction du château.
La façade Sud est composée d'un haut pavillon rectangulaire sous lequel s'ouvre l'entrée constituée d'un portail et également d'une grosse tour carrée en avancée. Sa construction date de l'époque de Jean Le Tort.
L'accès du portail se fait par un pont dormant qui a remplacé l'ancien pont-levis. Les rainures, logement du pont-levis existent toujours. Sous la voute du portail, on remarque l'emplacement d'un assommoir.
Le donjon qui flanque le portail présente encore des canonnières mais ses murs ont été par la suite percés de fenêtres. À l'intérieur du donjon, une porte en fer décorée de motifs en serviette fermait la salle des archives.
A l'angle Est de la cour intérieure, une tourelle carrée en demi hors d’œuvre accolée au donjon renferme un escalier en vis qui dessert les étages.
Le rez-de-chaussée abrite une chapelle ouvrant sur la cour intérieure et qui porte l'inscription de sa consécration. Elle fut bénie en 1517 par Messire de la Platière, évêque de Nevers.
L'écusson ornant la partie supérieure de la porte a été mutilé pendant la Révolution. L'intérieur offre une voûte à nervure prismatique dont la clef et les culots sont ornés d’écussons.
On remarque une crédence avec des fleurs de lys très élégante, une fenêtre ogivale à meneaux prismatiques. Les traces de la litre y sont toujours visibles.
Le côté Ouest et la galerie ont été reconstitués dans les années 1970 grâce à des éléments de l'ancien château de l'Éperon. On y distingue une tour hexagonale qui renferme un escalier en vis et de jolies fenêtres moulurées du XVIe siècle.
Dans les communs s'élève une petite maison qui date du XVe siècle et un colombier du XVIe siècle dont la porte est surmontée d'un arc en accolade et est ornée d'un écusson.